# Hagen – Im Tal der Nibelungen
Hagen – Im Tal der Nibelungen ist ein Fantasyfilm von Cyrill Boss und Philipp Stennert. Der Film mit Gijs Naber in der Titelrolle als Hagen, Jannis Niewöhner als seinem Gegenspieler Siegfried von Xanten und Dominic Marcus Singer als König Gunter basiert auf dem Roman Hagen von Tronje von Wolfgang Hohlbein, der die Nibelungensage mit Elementen aus anderen Sagenkreisen und seiner freien Interpretation des Stoffes verbindet. Die Premiere des Films erfolgte im Oktober 2024 beim Zurich Film Festival, der Kinostart in Deutschland Mitte Oktober 2024. Für RTL+ wurde eine Langfassung als sechsteilige Serie unter dem Titel Die Nibelungen: Kampf der Königreiche umgesetzt, die beim Filmfest München 2025 vorgestellt werden soll.

## Handlung
Der Burgunder Waffenmeister Hagen von Tronje hält mit Pflichtbewusstsein und eiserner Härte das von Krisen geschüttelte Königreich zusammen. Dabei unterdrückt er die heimliche Liebe zur Königstochter Kriemhild und verdrängt seine eigene dunkle Vergangenheit. Als der berühmte Drachentöter Siegfried von Xanten in Worms auftaucht und mit seiner Unberechenbarkeit die alten
Strukturen gefährdet, kommt es zu einem Duell der Gegensätze. 
Hagen versucht den unerfahrenen König Gunter vor Fehlern zu bewahren, doch der sieht ausgerechnet in dem sprunghaften Siegfried eine Chance das Reich zu retten. Er soll ihm den Weg nach Isenland zeigen, wo Gunter um die Hand der gefährlichen Walküre Brunhild anhalten will. Auf dem Weg dorthin freunden sich Hagen und Siegfried an, was den tragischen Konflikt verschärft. 
Als sich Kriemhild in Siegfried verliebt, muss Hagen sich endgültig zwischen Liebe und Königstreue entscheiden.

## Produktion

### Vorlage, Filmstab und Besetzung
Der Film basiert auf dem 1986 erschienenen Roman Hagen von Tronje von Wolfgang Hohlbein. Regie führten Cyrill Boss und Philipp Stennert, die gemeinsam mit Co-Autor Doron Wisotzky auch das Drehbuch schrieben. Davor drehten Boss und Stennert die preisgekrönte Krimiserie Der Pass.
Der Film ist europäisch besetzt. Der Niederländer Gijs Naber spielt in der Titelrolle Hagen von Tronje, Jannis Niewöhner spielt Siegfried von Xanten. Lilja van der Zwaag spielt Kriemhild, die Dänin Rosalinde Mynster die Walküre Brunhild und der Österreicher Dominic Marcus Singer König Gunter. In weiteren Rollen sind unter anderem Jördis Triebel, Jörg Hartmann,  Béla Gabor Lenz, Alessandro Schuster und die Dänin Maria Erwolter zu sehen.
Torben Liebrecht leiht in der Synchronisation Gijs Naber in der Rolle von Hagen von Tronje seine Stimme.

### Filmförderung und Dreharbeiten

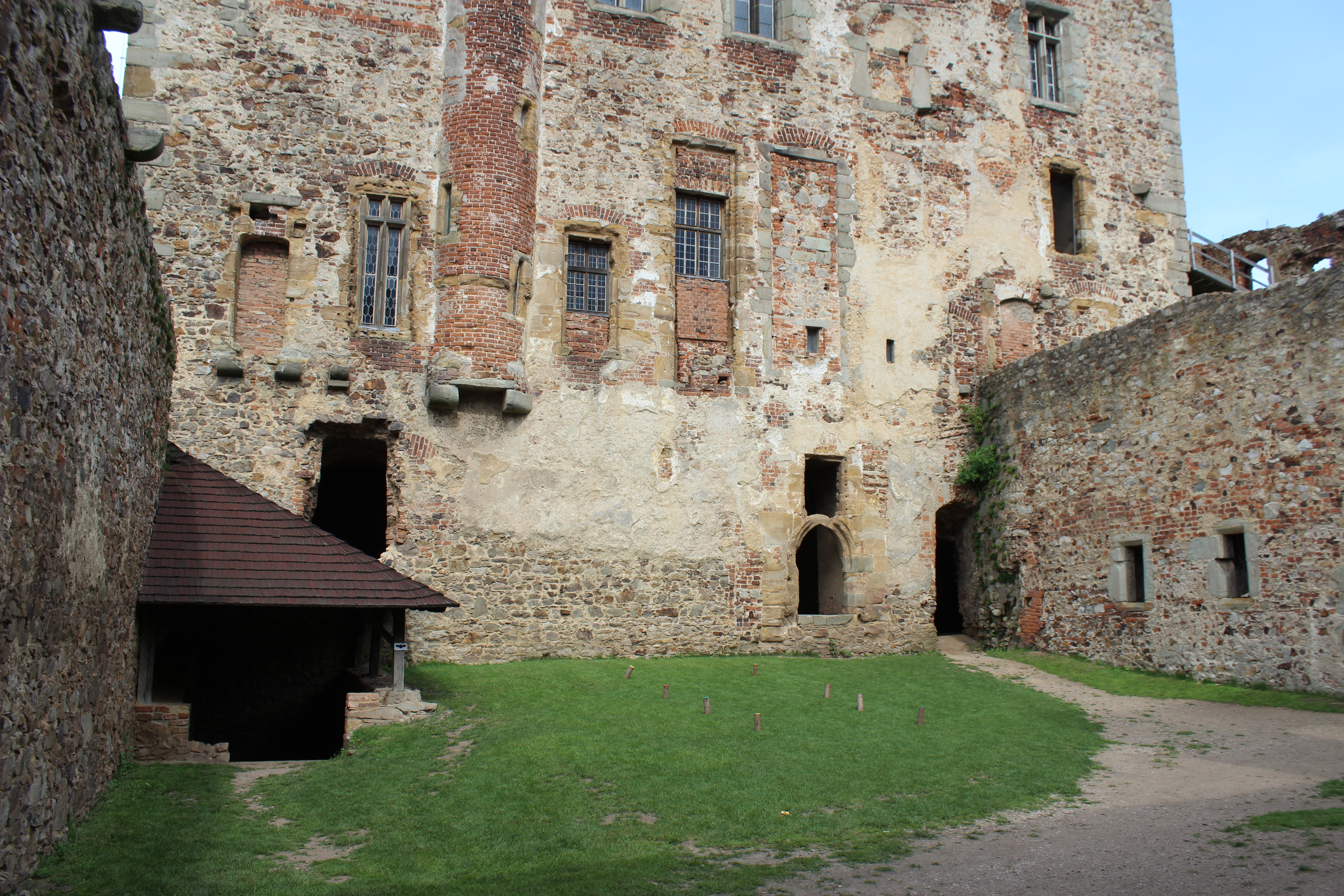
Die Aufnahmen entstanden unter anderem in der Ruine der Burg Točník in Tschechien

Der Film erhielt vom FilmFernsehFonds Bayern eine Produktionsförderung in Höhe von 900.000 Euro, vom German Motion Picture Fund in Höhe von 1.467.325 Euro und vom Medienboard Berlin-Brandenburg in Höhe von 500.000 Euro. Von der Filmförderungsanstalt wurde zudem eine Verleihförderung in Höhe von 300.000 Euro gewährt.
Die Dreharbeiten fanden zwischen September 2022 und März 2023 an insgesamt 113 Drehtagen in Island und Tschechien statt. Im Oktober 2022 erfolgten Aufnahmen in Kutná Hora in Mittelböhmen, unter anderem vor der Kulisse der Fronleichnamskapelle. Weitere Aufnahmen entstanden in der nahegelegenen Stadt Kolín und auf den Burgen Točník und Helfštýn. Als Kameramann fungierte Philip Peschlow, der zuletzt für die Tragikomödie Wochenendrebellen von Marc Rothemund tätig war.

### Filmmusik, Marketing und Veröffentlichung
Die Filmmusik komponierten der Österreicher Adam Lukas und der US-Amerikaner Jacob Shea, die beide in der Vergangenheit mit Hans Zimmer zusammenarbeiteten.
Der erste Trailer wurde Anfang Juli 2024 vorgestellt. Auf dem Zurich Film Festival wurde der Film am 11. Oktober 2024 als Gala-Premiere gezeigt. Am 17. Oktober 2024 kam der Film in die deutschen Kinos. Im Winter 2025/26 soll die sechsteilige Serie Die Nibelungen: Kampf der Königreiche auf RTL+ erscheinen. Ende Juni 2025 sind Vorstellungen dieser beim Filmfest München geplant.

## Rezeption

### Kritiken

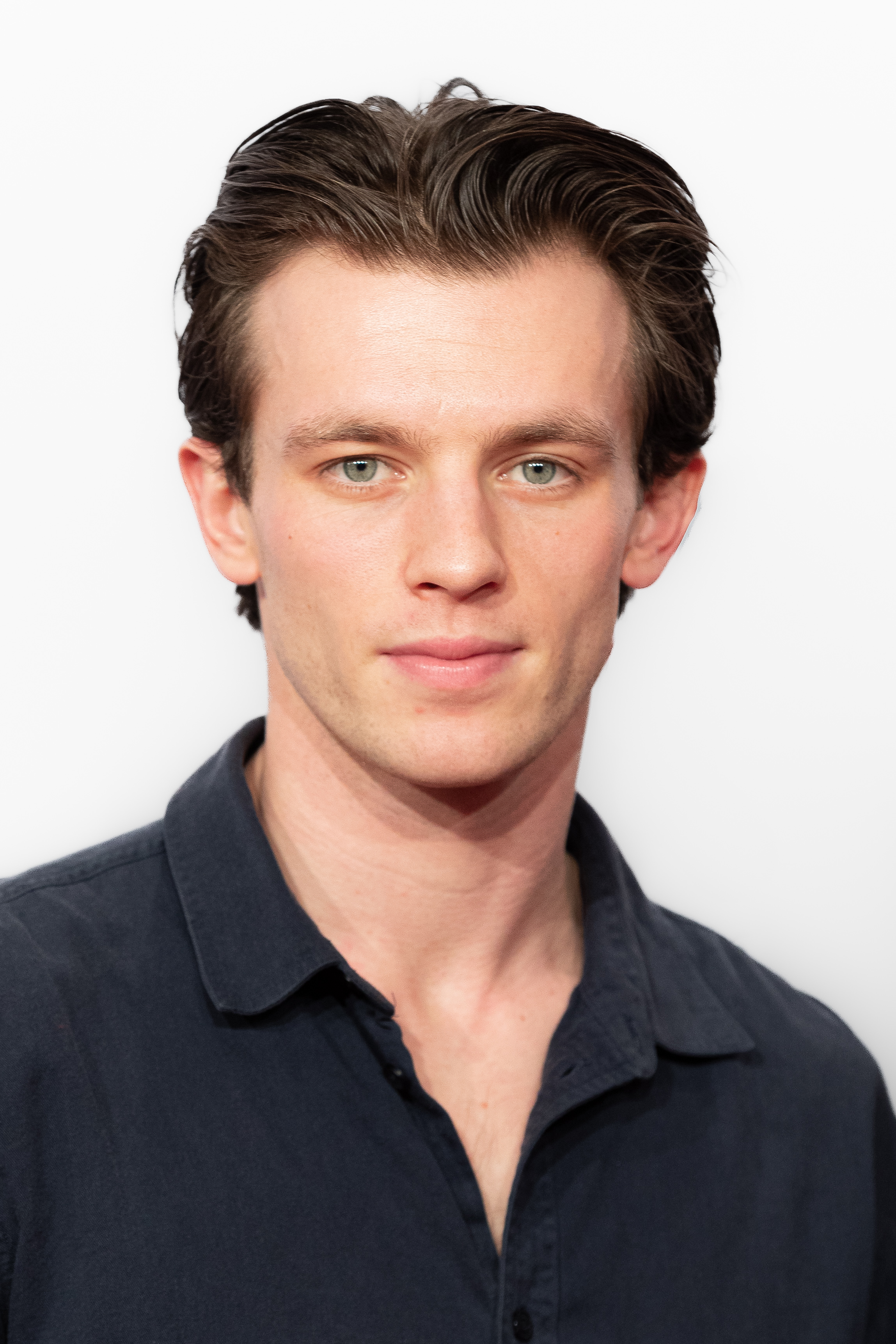
Jannis Niewöhner spielt Siegfried von Xanten

Peter Osteried, Filmkorrespondent der Gilde deutscher Filmkunsttheater, erklärt in seiner Kritik, im Grunde müsste ein Film wie Hagen – Im Tal der Nibelungen auf ähnliche Weise funktionieren wie eine Serie wie House of the Dragon, aber dem sei nicht so. Die Handlung sei behäbig, die Intrigen kämen kaum zum Tragen und die interpersonellen Konflikte beschränkten sich im Grunde darauf, dass Hagen immer grimmig dreinblickt, wenn Kriemhild verheiratet werden soll. Das Ende sei gehetzt und lasse zu viel von der Nibelungen-Saga außenvor, nicht zuletzt die Antwort darauf, woher der Mörder weiß, wo Siegfrieds verwundbare Stelle ist. Allerdings sehe der Film hervorragend aus, und auch die Schauspieler leisteten gute Arbeit, allen voran der Niederländer Gijs Naber, aber auch Jannis Niewöhner, der einen Helden mit Ecken und Kanten spielt.
Von der Deutschen Film- und Medienbewertung wurde Hagen – Im Tal der Nibelungen mit dem Prädikat Besonders wertvoll versehen. In der Begründung heißt es, vor allem beeindrucke das „Worldbuilding“, also der Aufbau einer bildgewaltigen, dabei aber auch glaubwürdigen Erzählwelt. Die CGI-Bilder wirkten zudem nicht so artifiziell wie in vielen teuren Hollywood-Produktionen der letzten Zeit. Schlachtszenen und Zweikämpfe würden mit der explosiven Intensität von guten Actionfilmen inszeniert. So sei Hagen ein Fantasy-Epos, das alle Erwartungen, die an das Genre verknüpft sind, erfüllt, mit der Ambiguität des Titelhelden habe der Film aber auch eine unerwartete Komplexität und philosophische Tiefe.
Oliver Armknecht vergab auf film-rezensionen.de sechs von zehn Punkten, die bekannte deutsche Sage werde in mehrfacher Hinsicht umgedeutet. Das Ergebnis sei gar nicht so schlecht, biete ordentliche Schauwerte, einige stimmungsvolle Szenen und zwei ambivalente Hauptfiguren. Viele andere Charaktere blieben dafür blass.

### Auszeichnungen
Deutscher Filmpreis 2025
- Nominierung für das Beste Szenenbild (Matthias Müsse und Nancy Vogel)
- Nominierung für das Beste Kostümbild (Pierre-Yves Gayraud)
- Nominierung für das Beste Maskenbild (Jeanette Latzelsberger und Gregor Eckstein)
- Auszeichnung für die Besten visuellen Effekte (Jan Stoltz und Franzisca Puppe)[22]